# 婊子千層麵
〈婊子千層麵〉（英語："Bitch Lasagna"）是瑞典YouTuber兼喜劇演員PewDiePie與荷蘭音樂製作人Party In Backyard合寫的單曲。這首歌諷刺了印度音樂唱片公司「T-Series」，以回應T-Series在訂閱數即將超過PewDiePie的預測。為PewDiePie與T-Series之爭的開端—雙方頻道欲爭奪YouTube最多訂閱數頻道的頭銜。
該歌曲與音樂錄影帶於2018年10月5日釋出，並於2018年11月6日更名並重新發布到音樂平台。截至2022年5月，該歌曲在YouTube上的觀看次數已超過3.09億， 是PewDiePie的YouTube頻道上觀看次數最多的影片。

## 背景

### PewDiePie與T-Series之爭
2018年下旬，印度電影兼唱片公司T-Series的訂閱人數迅速接近曾是YouTube上訂閱人數最多的用戶—瑞典網路喜劇演員PewDiePie。為了聲援他，他的粉絲、各界名人和其他YouTuber們開始鼓勵人訂閱PewDiePie。在這場比賽中，兩個頻道的用戶數量均迅速增加，在短短幾個月內從約6000萬增加到1億，且在2019年2月、3月和4月中多次交鋒，直到PewDiePie宣布終止「訂閱PewDiePie」活動，使T-Series成為訂閱數最多的YouTube頻道。

### 歌曲內容
這首歌的歌名來自一張在Reddit流行的Facebook Messenger螢幕截圖。圖中的印度男子用彆腳的英語索求裸照，但因未得到對方的答覆而稱他為「婊子千層麵（bitch lasagna）」。在歌曲中，PewDiePie侮辱T-Series及其影片內容，提及對印度人的刻板印象，並指出該公司使用訂閱機器人來獲取虛假訂閱。

## 反應

### 爭議
隨著PewDiePie與T-Series之爭越演越烈，許多主流媒體報導了這首歌在賽事中的功用。Vox指出歌詞中包含「公開及隱晦的種族主義」，並稱PewDiePie的粉絲普遍不支持T-Series。《滾石》報導稱，PewDiePie被指控在歌曲中誹謗印度，接著說：「許多人認為……他在影片中使用『具有諷刺意味的』反猶太或種族主義幽默，可能是為要提供給尋求更公然極端內容的訂閱者。」

### 禁令
2019年4月10日，由於PewDiePie發布了針對T-Series的第二首戲謔歌曲〈Congratulations〉，讓這首歌在印度被封禁。T-Series聲稱這些歌曲「具有誹謗、貶低、侮辱和攻擊性」，並且這些歌曲包含「反複評論……辱罵、粗俗，且本質上也是種族主義的」。德里高等法院批准了對這兩首歌曲的禁令，指出在PewDiePie在〈婊子千層麵〉發布後就與T-Series進行溝通和道歉，並「保證不再計劃製作同樣的影片。」
2019年8月，據報導，雙方已在庭外解決他們的法律糾紛。

## 版本
- Party In Backyard，單曲發行（2018年10月19日）
- PelleK，重金屬風格（2018年10月24月）
- Dylan Locke，單曲混音（2018年12月11月）[a]

註釋
1. ↑  作為〈Bitch Lasagna v1.2〉上傳到PewDiePie的YouTube頻道。